# لالش

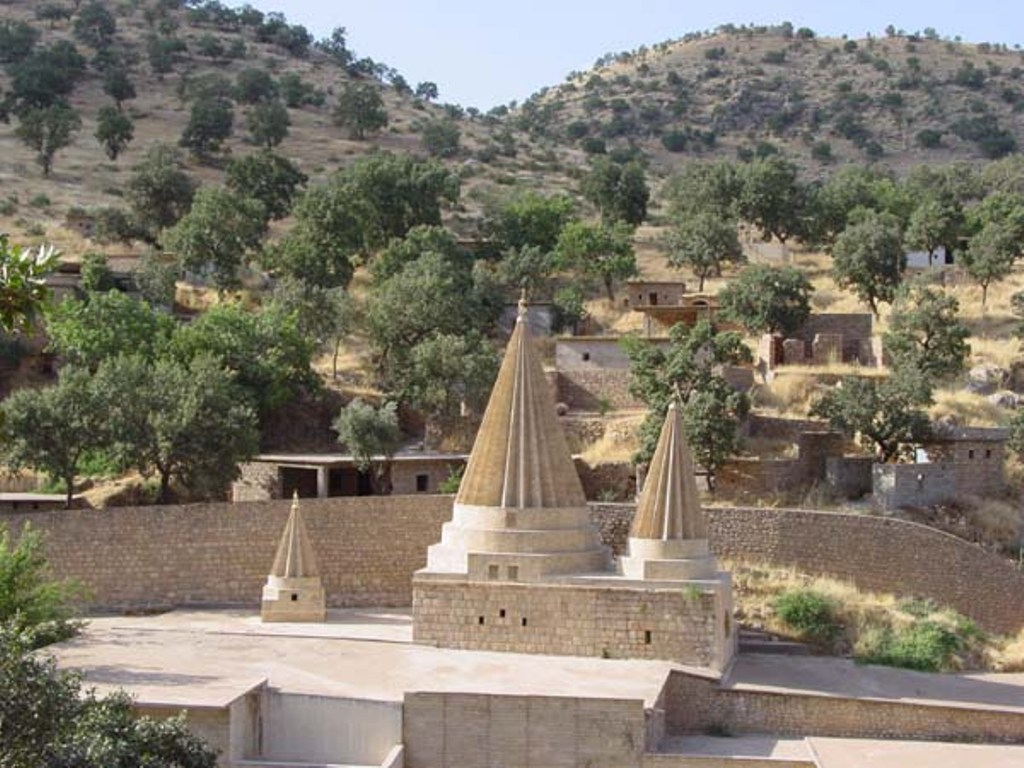
قبر عدي بن مسافر في لالش.

لالش (بالكردية: لالش، Laliş أو Lalişa Nûranî‏) وادي جبلي ومعبد للإيزيديين في قضاء الشيخان التابع لمحافظة نينوى والواقع ضمن مناطق إقليم كردستان العراق. يقع الوادي قرب عين سفني حوالي 58 كم شمال غرب الموصل، وهناك قبر الشيخ عدي بن مسافر المقدس لدى أتباع الديانة. كما انها مقر المجلس الروحاني للديانة الإيزيدية في العالم، حيث يحج الإيزيديون مرة واحدة خلال حياتهم على الأقل إلى لالش، ويستمر الحج مدة ستة أيام. أما الإيزيديون القاطنون في المنطقة يقومون بحج سنوي خلال فصل الخريف من 23 أيلول وحتى الأول من تشرين الأول.
كانت القرية تقع فوق بلدة شيخان، وكانت لديها ثاني أكبر عدد سكان اليزيديين قبل اضطهاد الإيزيديين على يد تنظيم الدولة الإسلامية. وتقع القرية على بُعد ستة وثلاثين ميلاً شمال شرق الموصل.